# Sankt Andreasberg
Sankt Andreasberg – dzielnica uzdrowiskowa miasta Braunlage w Niemczech, w kraju związkowym Dolna Saksonia, w powiecie Goslar. Do dnia 31 października 2011 było to samodzielne miasto.
Sankt Andreasberg leży w górach Harzu, ok. 20 km na wschód od miasta Osterode am Harz.

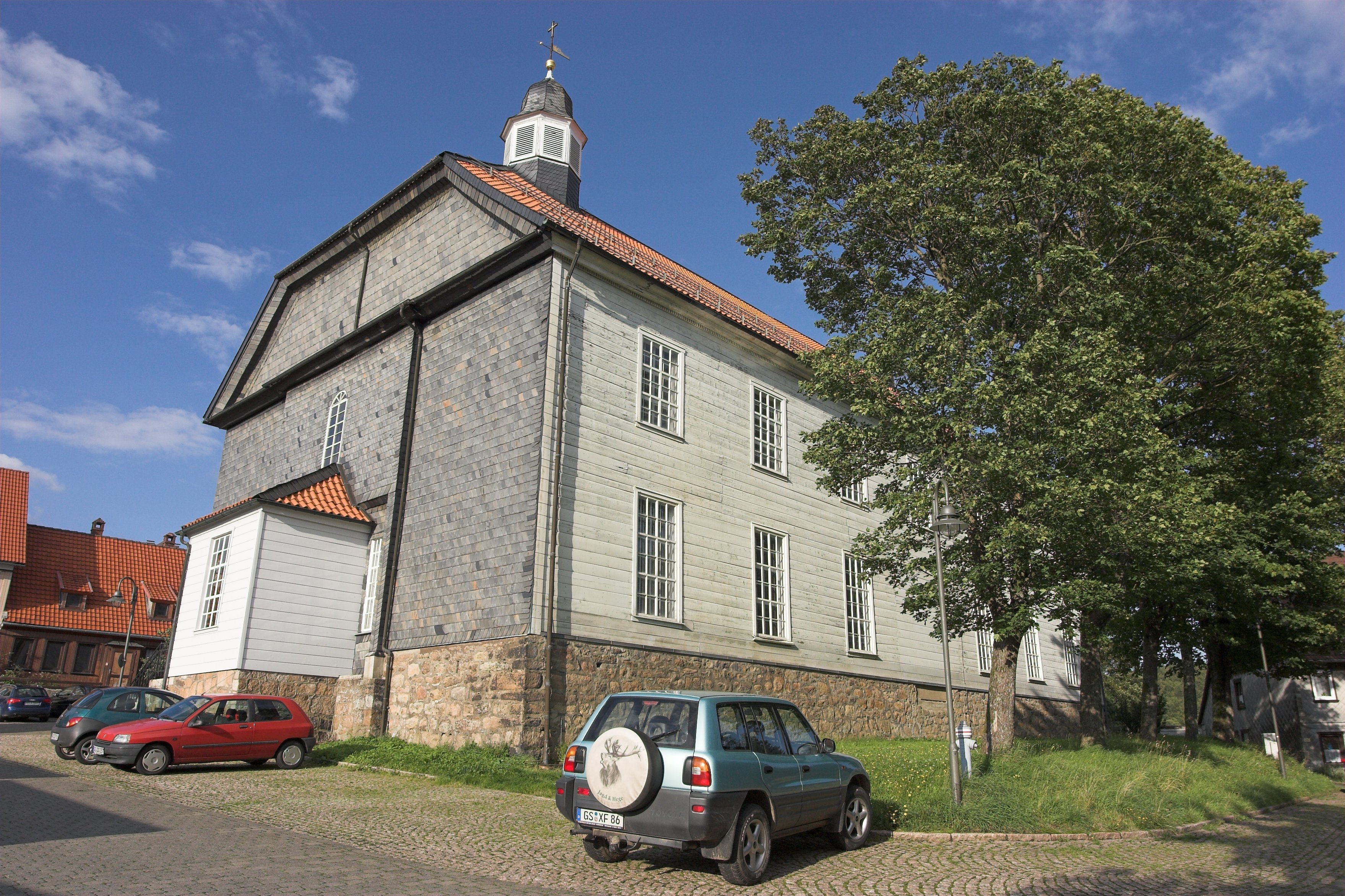
Kościół w Sankt Andreasberg